# Cielos Andinos
Transportes Aéreos Cielos Andinos S.A.C. fue una aerolínea del Perú formada íntegramente por capitales peruanos y que tuvo como base el Aeropuerto Internacional Jorge Chávez. Operó aeronaves Antónov de pasajeros y carga hasta su cese, tras un proceso judicial que acusó a la aerolínea de lavado de dinero.

## Antiguos destinos
Cielos Andinos brindó servicios a los siguientes destinos nacionales:
| Destinos    | Aeropuertos                                    |
| ----------- | ---------------------------------------------- |
| Andahuaylas | Aeropuerto de Andahuaylas                      |
| Ayacucho    | Aeropuerto Coronel FAP Alfredo Mendivil Duarte |
| Huánuco     | Aeropuerto Alf. FAP David Figueroa Fernandini  |
| Jauja       | Aeropuerto Francisco Carlé                     |
| Lima        | Aeropuerto Internacional Jorge Chávez (HUB)    |
| Tingo María | Aeropuerto de Tingo María                      |

## Flota histórica
La flota de Cielos Andinos consistió en los siguientes aviones:
| Aeronaves     | Total | Introducido | Retirado | Matrículas                       |
| ------------- | ----- | ----------- | -------- | -------------------------------- |
| Antonov An-24 | 2     | 2007        | 2011     | OB-1651 y OB-1650-P              |
| Antonov An-26 | 3     | 2007        | 2011     | OB-1859-P, OB-1893-P y OB-1876-P |